# Rufoclanis jansei
Rufoclanis jansei là một loài bướm đêm thuộc họ Sphingidae. Loài này có ở Nam Phi, Zimbabwe và Tanzania.